# Tempio della Bona Dea
Il tempio della Bona Dea (in latino aedes Bona Dea Subsaxana) era un tempio di Roma dedicato alla Bona Dea e posto sull'Aventino.

## Posizione, storia e culto
Il tempio si trovava nella zona settentrionale dell'Aventino orientale, subito a sud dell'estremità orientale del circo Massimo. Si trovava proprio sotto quella porzione del colle detta Saxum, ora occupata dalla basilica di Santa Balbina, e quindi era detto Subsaxana.
Pare che l'antica dea romana Bona Dea Fauna si sia fusa con la dea greca Damia, il cui culto fu probabilmente introdotto a Roma dopo la conquista di Taranto (272 a.C.), o poco dopo. A questo periodo va fatta risalire la costruzione del tempio, che fu poi restaurato da Livia Drusilla, moglie di Augusto, e da Adriano, continuando ad esistere almeno fino al IV secolo, dopo di che scompare senza lasciare tracce.
Quello della Bona Dea (e di Damia) era un culto collegato alle guarigioni, e il tempio era un centro di guarigioni, come attestato dal fatto che dei serpenti si muovevano intoccati e innocui per il tempio, in cui era anche custodito un magazzino di erbe medicinali. Essendo un culto prettamente femminile, agli uomini non era concesso l'accesso al tempio.

### Fonti primarie
- Ovidio, Fasti
- Notitia regionum urbis Romae
- Macrobio, Saturnalia
- Historia Augusta - Hadrianus

### Fonti secondarie
- Samuel Ball Platner, "Bona Dea Subsaxana", A Topographical Dictionary of Ancient Rome, Oxford University Press, Londra, 1929, p. 85 (articolo on-line da LacusCurtius).